# T2K
T2K (" Tokai to Kamioka ") è un esperimento di fisica delle particelle che studia le oscillazioni dei neutrini da acceleratore. L'esperimento è condotto in Giappone grazie alla cooperazione internazionale di circa 500 fisici e ingegneri con oltre 60 istituti di ricerca di diversi paesi dell'Europa, dell'Asia e del Nord America , inoltre è un esperimento riconosciuto dal CERN (RE13). In Italia l'esperimento è finanziato dall'Istituto Nazionale di Fisica Nucleare. T2K ha cominciato la raccolta dati nel 2010; si prevede che la presa dati continuerà fino all'inizio del successore di T2K: l'esperimento Hyper-Kamiokande nel 2027.
T2K è stato il primo esperimento che ha osservato la comparsa di neutrini elettronici in un fascio di neutrini muonici. Ha inoltre fornito la migliore misura al mondo del parametro di oscillazione θ23  e una indicazione di una significativa asimmetria materia-antimateria nelle oscillazioni dei neutrini . La misura dell’asimmetria dell’oscillazione neutrino-antineutrino potrebbe contribuire alla spiegazione dell’esistenza del nostro Universo dominato dalla materia .
L'intenso fascio di neutrini muonici viene prodotto nei laboratori J-PARC (Japan Proton Accelerator Research Complex) a Tokai nella prefettura di Ibaraki, sulla costa orientale del Giappone. Il fascio è diretto verso il rivelatore lontano Super-Kamiokande situato a 295 chilometri di distanza nella città di Hida, prefettura di Gifu. Le proprietà e la composizione del flusso di neutrini vengono prima misurate da un sistema di rivelatori vicini situati 280 metri (ND280) dal luogo di produzione del fascio, e poi di nuovo nel rivelatore lontano Super-Kamiokande. Il confronto dello spettro energetico e del numero di interazioni dei diversi sapori di neutrini in queste due posizioni consente di misurare la probabilità di oscillazione, determinandone numerosi parametri. Super-Kamiokande è in grado di rivelare le interazioni sia dei neutrini muonici che elettronici, e quindi misurare sia la scomparsa del flusso dei neutrini muonici che la comparsa dei neutrini elettronici nel fascio.

## Programma di fisica
L'esperimento T2K è stato proposto nel 2003 con i seguenti obiettivi:
- La scoperta delle oscillazioni νμ →νe e quindi la conferma che l'angolo di mixing θ13, l'ultimo angolo da misurare delle oscillazioni di neutrini, non è zero.
- La misurazione precisa dei parametri di oscillazione Δm223 e θ23 tramite studi sulla scomparsa dei neutrini muonici.
- Ricerca di oscillazioni dei neutrini sterili.
- Misure di varie sezioni d'urto di interazione per diversi tipi di neutrini e di bersagli in un intervallo energetico di pochi GeV.

Dall’inizio della raccolta dati nel 2010, l’esperimento T2K è riuscito a fornire una serie di risultati di livello mondiale:
- La prima indicazione [5] (con una significanza di 2.5 σ) che il parametro θ13 è diverso da zero. Purtroppo il catastrofico terremoto del Tohoku a marzo 2011 ha fermato i lavori dell'esperimento per un anno ed ha impedito a T2K di fornire la prima evidenza sperimentale (per la quale viene richiesta una significanza di almeno 5 σ) di un valore non nullo di questo parametro.
- La conferma della comparsa di neutrini elettronici nel fascio di neutrini muonici (νμ →νe ), processo che non era mai stato rivelato in precedenza.[5][13]
- La misura più precisa al mondo del parametro θ23 [14].
- Limiti sui parametri di oscillazione di un neutrino sterile basati su studi sia nel rivelatore vicino ND280 [15] che in quello lontano Super-Kamiokande [16].
- Varie misurazioni della sezione d'urto di neutrini e antineutrini elettronici[17][18] e muonici, comprese le interazioni con corrente carica inclusiva (CC),[19] interazioni CC senza pioni [20][21][22] e con un singolo pione nel stato finale,[23] produzione coerente di pioni,[24] interazioni di corrente neutra,[25] ecc. su diversi bersagli come carbonio, acqua e ferro [26].
- Il primo vincolo significativo sulla fase di oscillazione δCP, responsabile dell'asimmetria materia-antimateria nelle oscillazioni dei neutrini [8].

La fase δCP assume valori da -π a π (cioè da −180° a 180°) e può essere misurata confrontando le oscillazioni dei neutrini con quelle degli antineutrini. La simmetria CP sarebbe conservata, e quindi le probabilità di oscillazione sarebbero le stesse per neutrini e antineutrini, per δCP uguale a 0 o ± π. T2K ha fornito il primo e il più forte vincolo finora su δCP, escludendo al livello di significatività 3σ (99,7%) quasi la metà dei valori possibili, i punti di conservazione di CP sono esclusi al livello di significatività del 95%; fornendo quindi un forte indizio che la violazione di CP può essere ampia nel settore dei neutrini. La violazione di CP è una delle condizioni proposte dal fisico russo Andrei Sakharov, necessarie per produrre l'eccesso di materia rispetto all'antimateria nell'universo primordiale, che forma ora il nostro Universo costruito dalla materia. La violazione di CP nei quark fu confermata già nel 1964, ma è troppo piccola per spiegare lo squilibrio osservato tra materia e antimateria nell'Universo. La forte violazione di CP nel settore dei neutrini potrebbe portare ad un eccesso di produzione di materia attraverso il processo chiamato leptogenesi e quindi tale misurazione sarebbe un passo importante per comprendere come si è formato l'Universo.
L'esperimento NOvA è l'altro esperimento sull'oscillazione dei neutrini in grado di misurare δCP attraverso il confronto tra i canali di oscillazione νμ →νe e νμ →νe. NOvA è condotto negli Stati Uniti e misura l’oscillazione dei neutrini alla distanza di 810 km tra il luogo di produzione del fascio nel Fermilab e il rivelatore lontano ad Ash River, Minnesota. NOvA ha finora fornito una misurazione meno precisa di δCP, che è in leggera tensione con il risultato T2K. Il punto di migliore fit per T2K si trova nella regione sfavorita da NOvA con un livello di confidenza del 90%. È in corso una analisi congiunta dei dati di entrambi gli esperimenti per quantificare la loro coerenza e produrre una misura sperimentale più accurata.
Si prevede che i futuri upgrade di T2K forniranno misurazioni più precise di Δm223 e θ23, misurazioni di sezione d'urto che amplieranno la nostra comprensione delle interazioni dei neutrini, e migliori limiti sulla fase δCP , indicando se la simmetria CP è conservata o violata nelle oscillazioni di neutrino fino ad un livello di confidenza di 3σ alla fine della presa dati e di 5σ o meglio nell'esperimento Hyper-Kamiokande.

## Fascio di neutrini
T2K utilizza un fascio di neutrini muonici (o antineutrini muonici) prodotto presso il complesso J-PARC utilizzando un fascio di protoni accelerato a 30 GeV da un sistema di tre acceleratori: una prima fase a 400 MeV da un acceleratore lineare Linac, poi fino a 3 GeV dall'acceleratore RCS (Rapid Cycle Synchrotron), ed infine fino a 30 GeV dal sincrotrone MR (Main Ring). I protoni si scontrano con un bersaglio di grafite, producendo mesoni, principalmente pioni e kaoni, che vengono poi focalizzati da una serie di tre corni (horn) magnetici e diretti in un tunnel di decadimento. A seconda della polarità degli horn, vengono focalizzati i mesoni positivi o negativi. I pioni positivi decadono principalmente in μ+ e νμ, formando un fascio di neutrini muonici, mentre pioni negativi decadono principalmente in μ− e νμ, formando un fascio di antineutrini muonici. Tutti gli adroni e i leptoni carichi secondari vengono fermati da un blocco di grafite da 75 tonnellate (il cosiddetto beam dump) e nel terreno, mentre i neutrini viaggiano sottoterra verso i rivelatori vicini e il rivelatore lontano.

### Fascio off-axis
T2K è il primo esperimento in cui è stato realizzato il concetto di fascio di neutrini fuori asse (off-axis). Il fascio di neutrini di J-PARC è diretto a 2 o 3 gradi di distanza dal rivelatore lontano Super-Kamiokande e da uno dei rivelatori vicini, ND280. L'energia media dei neutrini diminuisce con la deviazione dall'asse del fascio. L'angolo off-axis è stato scelto a 2,5° per massimizzare la probabilità di oscillazione ad una distanza corrispondente al rivelatore lontano, che per 295 chilometri è massima per una energi dei neutrini di circa 600 MeV. A queste energie, il tipo dominante di interazioni dei neutrini sono le interazioni quasi-elastiche a corrente carica, per le quali è possibile ricostruire l'energia del neutrino interagente misurando la quantità di moto e la direzione del leptone carico prodotto nelle interazioni. I neutrini con energie più elevate vengono soppressi dalla configurazione off-axis.

## Rivelatori vicini (Near detectors, ND)
Il complesso di rivelatore vicini  si trova ad una distanza di 280 metri dal bersaglio in grafite. Il suo scopo è misurare il flusso di neutrini prima che avvengano le oscillazioni e studiare le interazioni dei neutrini. Il sistema è composto da tre rivelatori principali:
- Rivelatore INGRID (Interactive Neutrino GRID) situato sull'asse del fascio di neutrini,
- Rivelatore ND280 situato a 2,5° dall'asse del fascio, cioè allo stesso angolo del rivelatore lontano. Il rivelatore è montato all'interno di un enorme magnete utilizzato originariamente dall'esperimento UA1 al CERN.
- WAGASCI-BabyMIND (WAter Grid SCIntillator Detector) è un rivelatore magnetico di neutrini situato ad un angolo fuori asse di 1,5°, costruito per esplorare la variazione dello spettro energetico al variare dell'angolo off-axis e le sezioni d'urto di neutrini ad energie più elevate.[33][34]

### Lettura del segnale

Principio di funzionamento di uno scintillatore nei rivelatori vicini T2K

Il materiale attivo (che consente il tracciamento delle particelle) dei rivelatori vicini è uno scintillatore plastico. La luce prodotta dalle particelle cariche che attraversano le barre di scintillatore plastico viene raccolta da fibre a spostamento di lunghezza d'onda e rivelata dai contatori fotonici multi-pixel Hamamatsu situati su una o entrambe le estremità delle fibre. Le barre scintillanti sono disposte perpendicolarmente tra loro e così permettono di ricostruire informazioni 3D sulle particelle che le attraversano. Le camere traccianti di ND280 sono completate da tre camere di proiezione temporale che determinano con precisione il momento delle particelle cariche misurando la loro curvatura all'interno del campo magnetico.

### Il rivelatore INGRID
Lo scopo principale del rivelatore INGRID è il continuo monitoraggio della direzione e dell'intensità del fascio di neutrini mediante rivelazione diretta delle interazioni dei neutrini. Il rivelatore INGRID è composto da 16 moduli identici disposti a forma di croce, 7 in verticale e 7 in orizzontale, più 2 moduli all'esterno della croce. L'altezza e la larghezza dei bracci sono 10 metri. Un singolo modulo è costituito da strati alternati di ferro e scintillatore plastico. Ulteriori 4 strati di veto dello scintillatore circondano il modulo sui lati per separare le particelle che entrano dall'esterno da quelle prodotte dalle interazioni all'interno del modulo. La massa totale di ferro in un modulo è di 7,1 tonnellate e costituisce il 96% del peso del modulo. Sull'asse del fascio di neutrini, al centro dell'incrocio tra il braccio verticale e quello orizzontale, si trova un modulo aggiuntivo costruito solo da strati di scintillatore plastico (Modulo Protonico) con una massa di 0,55 tonnellate. Il suo scopo è registrare le interazioni quasi-elastiche e confrontare i risultati ottenuti con le simulazioni.

### Il rivelatore ND280
Il rivelatore ND280 viene utilizzato per misurare il flusso, lo spettro energetico e le singole componenti del fascio di neutrini per lo stesso angolo fuori asse del rivelatore lontano. ND280 studia anche vari tipi di interazione di neutrini muonici ed elettronici e di antineutrini. Tutto ciò consente di stimare il numero e il tipo di interazioni previste nel rivelatore lontano, riducendo l'errore sistematico nell'analisi delle oscillazioni dei neutrini associata ai modelli di interazioni e flusso dei neutrini.
ND280 è composto dal set di sottorivelatori interni: rivelatore di pioni neutri Pi-Zero (fino al 2023) e un tracker con 2 rivelatori a grana fine intercalati con 3 camere di proiezione temporale. Questi rivelatori sono circondati da un calorimetro elettromagnetico. Tutti queti rivelatori sono montati all'interno di un magnete, precedentemente utilizzato dall'esperimento UA1 al CERN, che produce un campo magnetico orizzontale uniforme di 0,2 T. All'interno della struttura del magnete sono montati piani scintillatori che costituiscono il rivelatore di muoni laterali.

#### Il rivelatore Pi-Zero

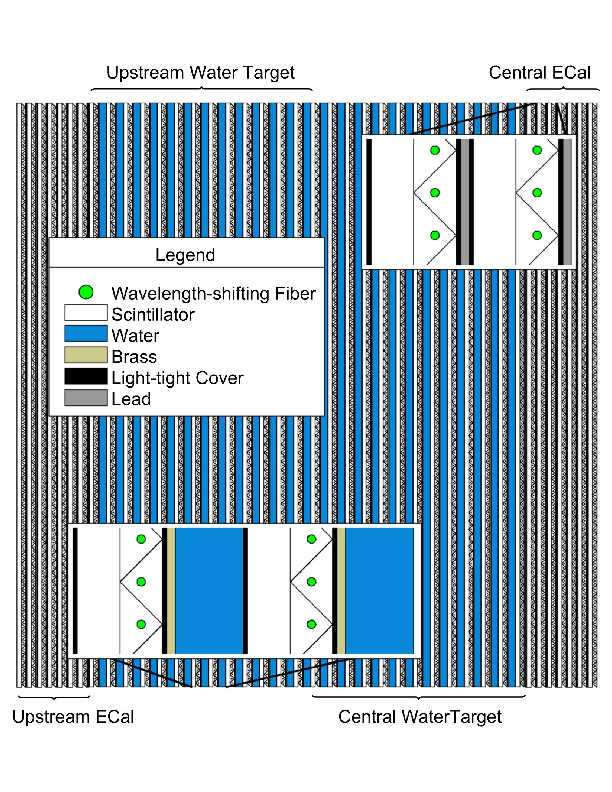
Schema del rivelatore Pi-Zero.

Il rivelatore di pioni neutri Pi-Zero (π0), chiamato anche P0D, contiene 40 piani di scintillatore plastico, che nella parte centrale sono intercalati con sacche spesse 2,8 cm, riempibili con acqua, e con lastre di ottone. In due regioni periferiche i moduli scintillatori sono intercalati con lastre di piombo. Confrontando lil numero di interazioni tra le modalità con e senza acqua nelle sacche, è possibile estrarre il numero di interazioni dei neutrini che si verificano nell'acqua – di particolare interesse perché è il materiale di cui è costituito il rivelatore lontano Super-Kamiokande. La dimensione dell'intero volume attivo del P0D è di circa 2,1 m × 2,2 m × 2,4 m (X×Y×Z) e la sua massa con e senza acqua è rispettivamente di 15,8 e 12,9 tonnellate.
Lo scopo principale del rivelatore Pi-Zero è la misurazione della produzione di pioni neutri nelle interazioni dei neutrini a corrente neutra:
νμ + N → νμ + N’ + π0
Questa reazione essere confusa con le interazioni dei neutrini elettronici perché i fotoni che provengono dal decadimento dei pioni neutri π0 possono essere ricostruiti erroneamente come un elettrone nel rivelatore Super-Kamiokande, e quindi costituiscono un importante fondo nella misura dell'apparizione dei neutrini elettronici. Questo rivelatore è rimasto in uso dall'inizio dell'esperimento fino al 2023.

#### Camere a proiezione temporale
Le camere a proiezione temporale (TPC) sono camere rettangolari a tenuta di gas, con un piano catodico al centro e moduli MicroMegas di lettura su entrambi i lati paralleli al catodo. Tre di queste camere equipaggiano ND280. Le TPC sono riempite con una miscela di gas deriva a base di argon a pressione atmosferica. Le particelle cariche che attraversano le TPC ionizzano il gas lungo il loro percorso. Gli elettroni di ionizzazione si spostano dal catodo ai lati delle TPC, dove vengono rivelati dai rivelatori MicroMegas fornendo un'immagine 3D del percorso della particella cariche nelle TPC. Le coordinate Y e Z si basano sulla posizione degli elettroni di ionizzazione rivelati sui moduli MicroMegas e la coordinata X si basa sul tempo di deriva degli elettroni. Nel campo magnetico, la curvatura di questo percorso consente di determinare la carica e la quantità di moto della particella, e la quantità di elettroni di ionizzazione per unità di distanza viene utilizzata per identificare le particelle in base alla formula di Bethe-Bloch.

#### Rivelatori a grana fine
Due rivelatori a grana fine (FGD) sono posizionati dopo la prima e dopo la seconda TPC. Insieme, gli FGD e le TPC costituiscono il tracciatore di ND280. Gli FGD forniscono la massa attiva per le interazioni dei neutrini e sono parzialmente in grado di misurare le brevi tracce del rinculo dei protoni. Il primo FGD è composto solo da strati scintillatori, mentre il secondo FGD è composto da strati alternati di scintillatore ed acqua. Le sezioni d'urto dei neutrini sul carbonio e sull'acqua possono in questo modo essere determinate confrontando le interazioni dei neutrini nei due FGD.

#### Calorimetro elettromagnetico
Il calorimetro elettromagnetico (ECal) circonda i rivelatori interni (P0D, TPC, FGD) ed è costituito da strati di scintillatori intervallati con fogli di piombo. Il suo ruolo è quello di rivelare particelle neutre, in particolare fotoni, e misurarne l'energia e la direzione, nonché di rivelare particelle cariche fornendo ulteriori informazioni rivelanti per la loro identificazione.

#### Rivelatore laterale dei muoni
Il rivelatore laterale di muoni (SMRD) è costituito da moduli di scintillatore inseriti negli spazi vuoti del magnete. L'SMRD registra i muoni che fuoriescono dal rivelatore a grandi angoli rispetto alla direzione del fascio. Gli altri tipi di particelle (ad eccezione dei neutrini) vengono per lo più fermati nel calorimetro prima di arrivare all'SMRD. L'SMRD può anche fungere da trigger  per i raggi cosmici. Infine, può aiutare ad identificare le interazioni dei raggi cosmici nelle pareti circostanti e nel magnete stesso.

### WAGASCI-BabyMIND

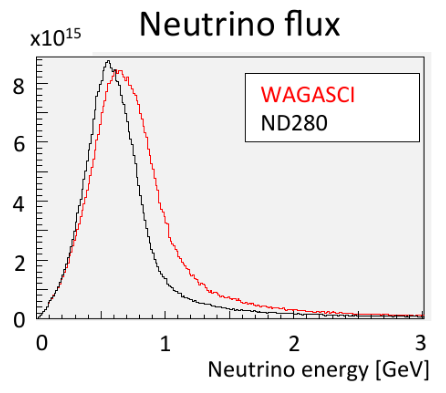
Il flusso di neutrini T2K previsto nel sito dei rivelatori WAGASCI-BabyMIND (linea rossa) e ND280 (linea nera)

WAGASCI-BabyMIND è un nuovo rivelatore situato accanto ai rivelatori INGRID e ND280, dedicato agli studi sull'interazioni dei neutrini. Ha fornito i primi dati sul fascio di neutrini nella sua configurazione completa durante la presa dati invernale 2019/2020.
Il rivelatore WAGASCI-BabyMIND è composto da diversi sottorivelatori:
- Due nuovi scintillatori ad acqua (WAGASCI, WAter-Grid-SCIntillator-Detector) che fungono da bersagli d'acqua e tracciatori di particelle. La struttura a griglia 3D delle barre scintillatrici crea cavità vuote riempite d'acqua. Grazie a questa struttura è stato ottenuto un elevato rapporto acqua/massa nello scintillatore (80% H 2 O + 20% CH) e l'accettanza del rivelatore è elevata e pressoché costante in tutte le direzioni.[33][34]
- Un modulo per la rivelazione dei protoni, lo stesso del rivelatore INGRID, costituito da semplici barre scintillatrici di plastica (CH), che funge da bersaglio e tracciatore di particelle.[33][34]
- Due WallMRD (Wall Muon Range Detector) che sono spettrometri di muoni non magnetizzati per rivelare i muoni che vanno lateralmente. Sono costituiti da piani passivi di ferro intervallati con piani scintillatori attivi.[33][34]
- Un BabyMIND ( rivelatore di neutrini di ferro magnetizzato) che è uno spettrometro magnetizzato di muoni per rivelare i muoni in avanti. BabyMIND ha un'originale configurazione di moduli di scintillatore intervallati con moduli di ferrite magnetizzata. I moduli possono essere riorganizzati facilmente per adattare il campo magnetico alle particolari esigenze dell'esperimento. Il campo magnetico viene creato solo all'interno della ferrite, quindi è molto efficiente dal punto di vista energetico rispetto ai magneti che devono magnetizzare gli spazi vuoti attorno a loro come quello di ND280. Tuttavia, il campo magnetico non è omogeneo lungo il volume percorso dai muoni, e ciò pone una sfida ancora aperta per la ricostruzione della quantità di moto delle particelle cariche.[33]

Tutto il materiale attivo nei rivelatori è costituito da scintillatore plastico e viene registrato come spiegato nella sezione Lettura del segnale.
L'obiettivo principale del rivelatore WAGASCI-BabyMIND è la riduzione dell'errore sistematico nell'analisi dell'oscillazione, grazie alla sua complementarità rispetto al rivelatore ND280:
- Il diverso materiale tra ND280 (80% CH + 20% H2O) e SK (H2O pura) ci costringe a fare affidamento su modelli di sezione d'urto per individuare la stima in H2O rispetto a quella in CH. La frazione d'acqua nei moduli scintillatori d'acqua WAGASCI è pari all'80%, consentendo una misurazione del rapporto della sezione d'urto dei neutrini della corrente carica tra acqua (H 2 O) e plastica (CH) con una precisione del 3%.[33][34]
- Il nuovo rivelatore fornirà misurazioni di vari canali di interazione dei neutrini con corrente carica con elevata precisione, soglia di momento più bassa e grande accettanza angolare. Ciò limiterà le incertezze dei modelli di flusso e di sezione d'urto per le particelle prodotte ad angoli elevati. Queste caratteristiche faciliteranno anche il rivelamento degli adroni a basso momento prodotti sia nelle interazioni di neutrino con stati legati di 2 nucleoni che attraverso reinterazioni all'interno del nucleo bersaglio delle particelle prodotte dal neutrino, e quindi una migliore modellazione di tali interazioni nel rivelatore lontano.[33][34]
- La posizione alla stessa distanza di 280 metri dal bersaglio di grafite dei rivelatori ND280 e INGRID, ma con un diverso angolo off-axisdi 1,5 gradi, fa sì che lo spettro energetico del fascio di neutrini abbia un picco ad una diversa energia. La combinazione delle misure di questi rivelatori fornirà una migliore determinazione delle sezioni d'urto dei neutrini in funzione della loro energia.[33][34]

## Super-Kamiokande

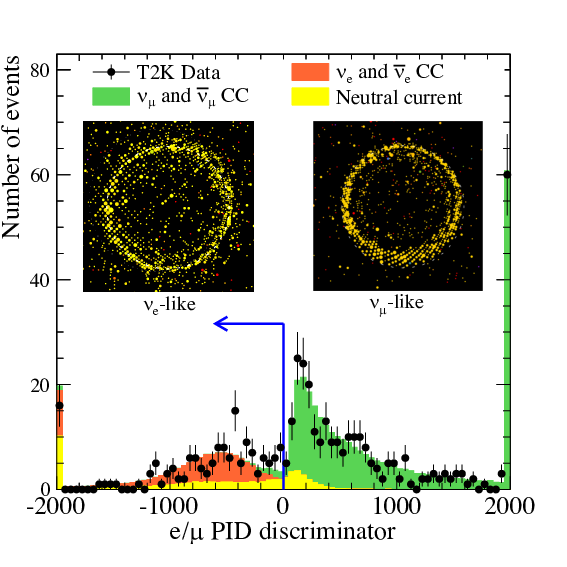
rivelazione di elettroni e muoni nel rivelatore Super-Kamiokande

Il rivelatore Super-Kamiokande  si trova a 1000 m sotto terra nella miniera Mozumi, sotto il monte Ikeno nella zona Kamioka della città di Hida. Si tratta di un serbatoio cilindrico in acciaio inossidabile di circa 40 m di altezza e diametro, riempito con 50.000 tonnellate di acqua e dotato di circa 13.000 tubi fotomoltiplicatori (PMT). rivela un cono di luce Cherenkov emesso da particelle cariche che si muovono nell'acqua più velocemente della luce. Il suo obiettivo è misurare i muoni e gli elettroni prodotti nelle interazioni quasielastiche con corrente carica (CCQE) da νμ e νe, rispettivamente. A causa della loro massa relativamente grande, i muoni solitamente non cambiano direzione e quindi producono un cono di luce Cherenkov ben definito rivelato dai PMT come un anello chiaro e nitido. Al contrario, gli elettroni, a causa della massa più piccola, sono più suscettibili alla diffusione e quasi sempre producono sciami elettromagnetici, osservati dai PMT come un anello con bordi sfocati. L'energia del neutrino viene calcolata in base alla direzione e all'energia del leptone carico (muone od elettrone) prodotto nell'interazione CCQE. In questo modo vengono misurati gli spettri energetici di νμ e νe, che portano alla misurazione dei parametri di oscillazione rivelanti per la scomparsa del neutrino muonico e la comparsa del neutrino elettronico.  

## Storia
T2K è il successore dell'esperimento KEK to Kamioka (K2K), condotto dal 1999 al 2004. Nell'esperimento K2K, un fascio acceleratore di neutrini muonici veniva prodotto presso l'impianto KEK di Tsukuba ( Giappone ) e inviato verso il rivelatore Super-Kamiokande, situato a 250 km di distanza. I risultati dell'esperimento K2K hanno confermato al livello di confidenza del 99,9985% (4,3 σ ) la scomparsa dei neutrini muonici ed erano coerenti con le precedenti misurazioni dei parametri di oscillazione misurati dal rivelatore Super-Kamiokande per i neutrini atmosferici.
La costruzione della linea di fascio dei neutrini è iniziata nel 2004 ed è stata messa in servizio con successo nel 2009. La costruzione dell'intero rivelatore INGRID e della maggior parte del rivelatore ND280 (senza la parte cilindrica del calorimetro elettromagnetico) è stata completata nel 2009. La parte mancante del calorimetro è stata installata nell'autunno del 2010. Il rivelatore lontano di T2K, il grande rivelatore Super-Kamiokande, è attivo dal 1996 e studia la vita media dei protoni e le oscillazioni dei neutrini atmosferici e solari.
L'esperimento T2K ha iniziato a raccogliere dati sui neutrini nel gennaio 2010, inizialmente con un rivelatore ND280 incompleto, e a partire da novembre 2010 con la configurazione completa. La raccolta dei dati è stata interrotta per un anno dal grande terremoto di Tohoku nel marzo 2011. La potenza del fascio di protoni, e quindi l’intensità del fascio di neutrini, è in costante crescita, raggiungendo nel dicembre 2024 la potenza di 760 kW e un numero totale di protoni accumulati sul bersaglio di 3,6×10 21 protoni con il 55% dei dati in modalità neutrino e il 45% in modalità antineutrino.

## Progetti futuri
L’esperimento T2K ha funzionato nella forma attuale fino al 2020. Nel 2021 sono stati rivelatii primi dati con il gadolinio disciolto nel rivelatore lontano Super-Kamiokande. Nel 2021-2022 è stato eseguito un importante upgrade della linea di fascio dei neutrini e del rivelatore vicino ND280. Dal 2023 al 2026 i dati sui neutrini verranno raccolti nell'ambito della seconda fase dell'esperimento T2K (T2K-II) . Nel 2027, il successore dell’esperimento T2K – l’esperimento Hyper-Kamiokande (HK) – sarà inaugurato con il nuovo rivelatore lontano Cherenkov da 250.000 tonnellate di acqua – il rivelatore Hyper-Kamiokande.

### T2K-II
Si prevede che la Fase II dell’esperimento T2K inizierà all’inizio del 2024 e durerà fino al 2026, seguita dall’inizio dell’esperimento HK. Gli obiettivi fisici di T2K-II sono la misurazione dei parametri di oscillazione θ23 e Δm223 con una precisione rispettivamente di 1,7° e 1%, nonché una conferma fino a 3σ dell'asimmetria materia-antimateria nel settore dei neutrini regolata dalla fase di oscillazione δCP. Il raggiungimento di questi obiettivi richiede la riduzione degli errori statistici e sistematici. Pertanto sono necessari un aggiornamento significativo della linea di fascio e del rivelatore ND280, l'ulteriore aggiunta di gadolinio nell'acqua di SK assieme a miglioramenti del software e dei metodi di analisi.

#### Upgrade del fascio di neutrini
Il piano di upgrade del fascio ha richiesto la chiusura dell’acceleratore J-PARC Main Ring per un anno nel 2021, seguito da un aumento graduale e costante della potenza del fascio di protoni fino all’inizio dell’esperimento di Hyper-Kamiokande. La potenza del fascio ha raggiunto la potenza di 760 kW alla fine del 2023 per poi crescere fino a 1,3 MW entro il 2029.
Nel dicembre 2023, la potenza del fascio di protoni ha raggiunto 760 kW con 2,0x1014 protoni per impulso e con 1,32 secondi tra gli impulsi (il cosiddetto ciclo di ripetizione). Per arrivare a 1,3 MW il ciclo di ripetizione dovrà essere ulteriormente ridotto a 1,16 s e il numero di protoni per impulso dovrà aumentare a 3,2x1014. Oltre ad aumentare la potenza del fascio di protoni primari, è stata aumentata da 250 kA a 320 kA la corrente negli horn magnetici, che focalizzano le particelle secondarie ( pioni, kaoni, ecc.) con una carica elettrica scelta. Ciò aumenterà la quantità di neutrini (neutrini nel fascio di modalità di neutrini e antineutrini nel fascio di modalità di neutrini) del 10% e ridurrà la quantità di neutrini con segno sbagliato (antineutrini nel fascio di modalità di neutrini) di circa il 5 - 10%.
La riduzione del ciclo di ripetizione ha richiesto una serie di aggiornamenti hardware, incluso un importante aggiornamento degli alimentatori dell'anello principale e un aggiornamento minore degli alimentatori del corno di focalizzazione, che sono stati tutti installati durante la lunga chiusura nel 2021. Per aumentare la corrente degli horn è stato necessario utilizzare un ulteriore (terzo) alimentatore. La maggiore potenza del fascio di protoni ha richiesto un miglioramento della capacità di raffreddamento dei componenti secondari della linea di luce come il bersaglio di grafite, gli horn magnetici e il beam dump, nonché lo smaltimento di una maggiore quantità di acqua di raffreddamento irradiata.

#### Upgrade di ND280

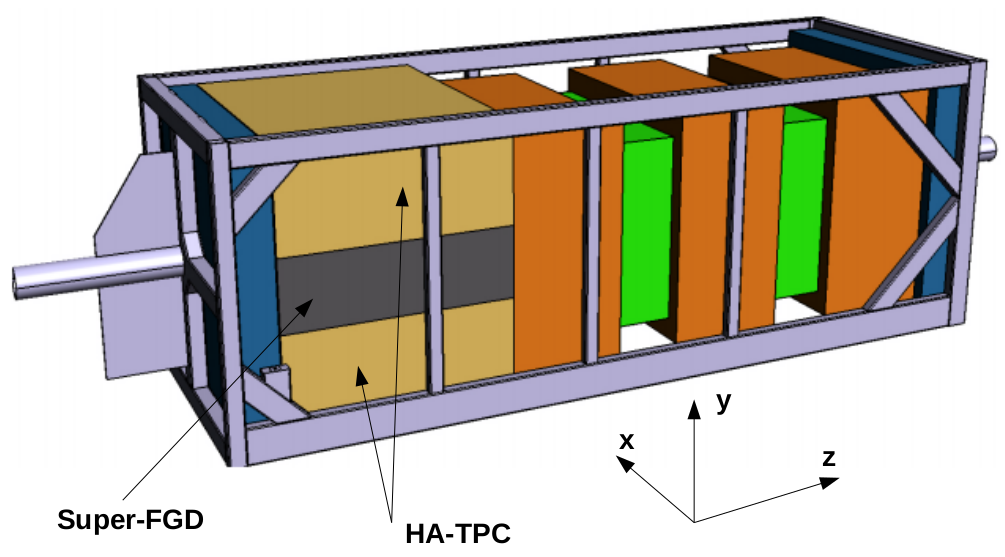
Schema della parte interna del rivelatore ND280 dopo l'aggiornamento pianificato

L'attuale design del rivelatore ND280 è ottimizzato per la rivelazione e la ricostruzione di leptoni ( muoni ed elettroni ) che vanno in avanti, ma presenta anche una serie di limitazioni, come la bassa efficienza di ricostruzione delle particelle prodotte quasi perpendicolari e all'indietro rispetto alla direzione del neutrino interagente, nonché una soglia di quantità di moto troppo elevata per ricostruire gran parte dei pioni prodotti e dei nucleoni eliminati (protoni e neutroni). Nelle interazioni di corrente carica Quasi-Elastiche (CCQE), l'interazione dominante nel rivelatore vicino ND280, la cinematica del leptone prodotto è sufficiente per la ricostruzione dell'energia del neutrino in arrivo. Tuttavia, altri tipi di interazioni dei neutrini in cui sono andate perse particelle aggiuntive ( pioni, kaoni, nucleoni ), potrebbero essere ricostruiti in modo errato come CCQE e introdurre una distorsione nello spettro energetico dei neutrini ricostruito. Pertanto, è essenziale ottimizzare il rivelatore affinché sia sensibile alle particelle aggiuntive e agli effetti nucleari.
Per affrontare questi problemi è necessario adottare tre misure principali:
- Il rivelatore deve riconoscere in modo efficiente i nucleoni nello stato finale delle interazioni dei neutrini. Per questo è necessario abbassare le soglie di rivelamento di protoni e neutroni.
- Le particelle emesse ad alto angolo e quelle che vanno all'indietro devono essere ben ricostruite. Ciò si ottiene aumentando l'accettanza angolare e l'efficienza della discriminazione tra le tracce all'indietro e quelle in avanti utilizzando le informazioni di temporali.
- Infine, il volume fiduciale totale (la massa disponibile per le interazioni dei neutrini) della parte tracciante del rivelatore ND280, caratterizzato da una migliore capacità di ricostruzione, necessita di essere ampliato per aumentare il numero di interazioni di neutrini rivelati.

L'upgrade del rivelatore ND280 soddisfa questi requisiti sostituendo il sottorivelatore P0D con tre tipi di nuovi sottorivelatori. I due rivelatori a scintillazione a grana fine (FGD) e tre camere di proiezione temporale (TPC), a valle del P0D, manterranno la sua struttura e continueranno a rivelare i leptoni e gli adroni ad alto momento. Il P0D è stato sostituito da tre nuovi sottorivelatori: un bersaglio a scintillatore a grana molto fine e con ricostruzione a 3D (Super Fine-Grained Detector o SuperFGD), due nuove TPC sopra e sotto il SuperFGD (High-Angle TPC o HATPC) e sei rivelatori del tempo di volo (TOF) che circondano la nuova struttura. Ciascuno di questi sottorivelatori è brevemente descritto di seguito. L'installazione dei nuovi sottorivelatori è stata completata nel 2024.

##### SuperFGD
Il SuperFGD è un rivelatore costituito da circa 2 milioni di cubi scintillanti in polistirene da 1cm³. I cubi sono intrecciati con una serie di fibre ottiche progettate per rivelare la luce emessa dalle particelle prodotte durante le interazioni nel bersaglio. A differenza degli attuali FGD, il SuperFGD ha tre letture 2D proiettive che forniscono una lettura quasi 3D. Questa configurazione di rivelatore aumenta il rivelamento di tracce brevi in modo quasi uniforme in tutte le direzioni. Grazie alla sua geometria e accoppiato con il TOF e le HATPC, il SuperFGD ha la capacità di rivelare neutroni veloci, che potrebbero essere utili nella ricostruzione dell'energia dell'antineutrino.

##### HATPC

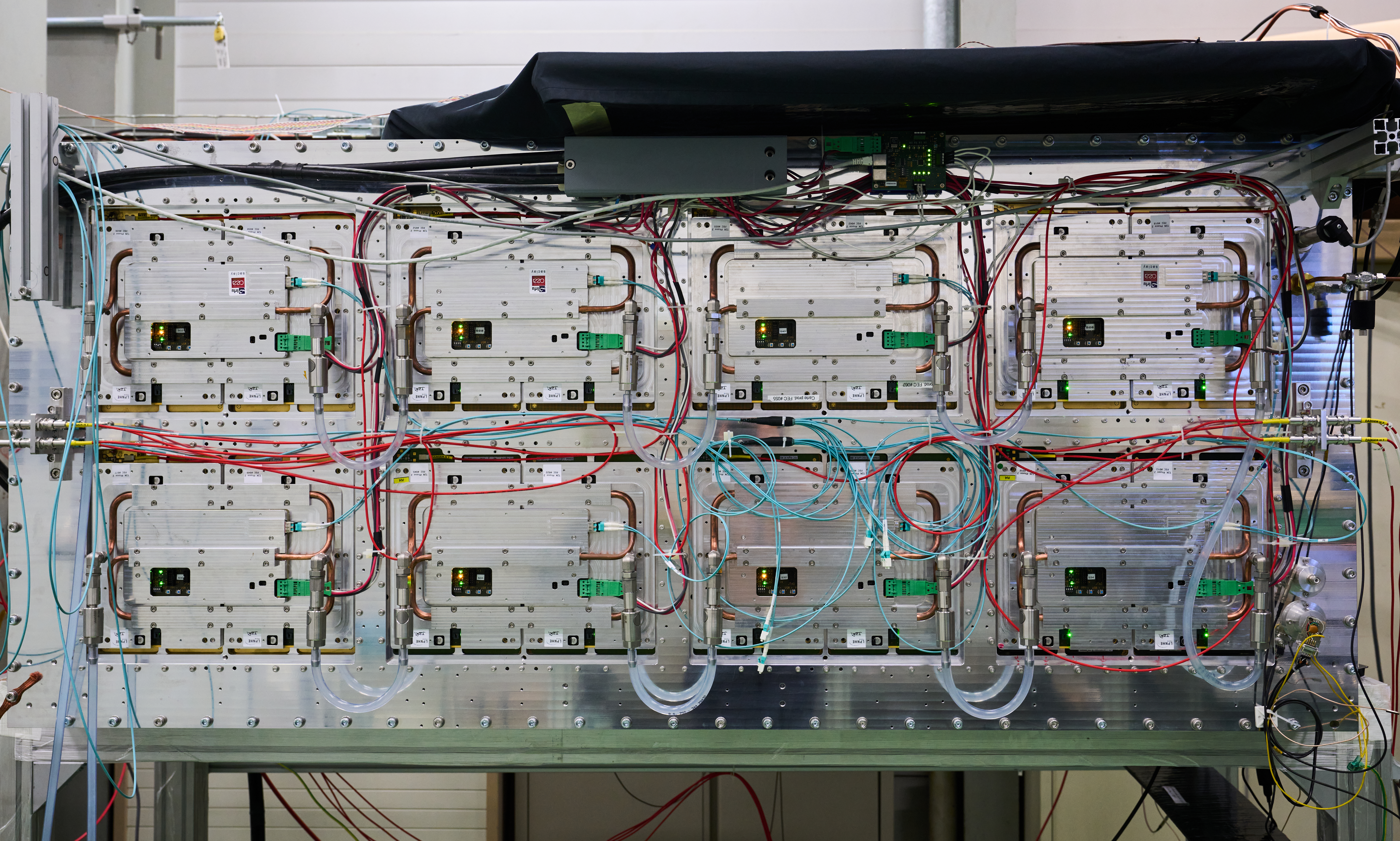
TPC per l'upgrade di ND280 dell'esperimento T2K in Giappone

Le camere di proiezione temporale ad alto angolo (HATPC) circondano il SuperFGD nel piano perpendicolare al fascio di neutrini in arrivo. Il loro design è simile a quello delle TPC esistenti, poiché entrambi utilizzano la tecnologia dei moduli MicroMegas per la ricostruzione dei binari. Tuttavia le HATPC sono disegnate in modo a ridurre al minimo i materiali passivi. Inoltre vengono utilizzate MicroMegas con la nuova tecnologia resistiva. Questa tecnologia consiste nell'applicare uno strato di materiale resistivo per aumentare le capacità di condivisione della carica dei moduli MicroMegas. Ciò riduce il numero di canali di lettura e consente una risoluzione spaziale anche migliore di quella delle attuali TPC.

##### TOF
I sei rivelatori di tempo di volo (Time-of-Flight, TOF) che circondano gli HATPC e il SuperFGD sono una serie di lastre di scintillatori plastici progettate per identificare il senso della direzione delle particelle attraverso la misurazione del tempo di volo con una risoluzione temporale dell'ordine di 140 ps. È stato dimostrato che la capacità di determinare il senso della direzione delle tracce in ND280 è fondamentale per ridurre il fondo da particelle che entrano nei rivelatori di ND280 dall'esterno.

##### Impatto sulla fisica delle oscillazioni dei neutrini
L’aggiornamento dell’upgrade di ND280 avrà un duplice impatto sulle analisi di T2K. In primo luogo, un grande aumento del numero di eventi raccolti grazie al target SuperFGD da 2 tonnellate (che quasi raddoppia la massa attiva complessiva dei moduli FGD, pari a 2,2 tonnellate). In secondo luogo, e più rivelante, la nuova configurazione consente un migliore rivelamento di particelle ad alto angolo, grazie alla maggiore accettazione angolare, e di particelle meno energetiche a causa delle soglie di rivelamento più basse. Questo miglioramento dell'accettanza del rivelatore è importante per coprire quasi lo stesso spazio delle fasi disponibile nel rivelatore lontano (SK). Inoltre, le particelle dello stato finale consentono di studiare gli effetti nucleari che sono essenziali per limitare gli effetti sistematici dell'analisi delle oscillazioni. Si tratta di un passo importante anche nella transizione verso l’uso di modelli di interazione semi-inclusivi o esclusivi nella fisica delle oscillazioni dei neutrini, in contrapposizione agli attuali modelli inclusivi che utilizzano solo il leptone dello stato finale nelle loro previsioni.

#### SK-Gd
Il terzo elemento di miglioraramento nell’ambito di T2K–II è l’introduzione di gadolinio in Super-Kamiokande, che finora era riempito con acqua ultrapura. SK non è in grado di misurare la carica della particella registrata. Ciò significa che non è possibile distinguere l'interazione tra neutrino e antineutrino sulla base della carica di leptone prodotto (ad es.μ− è prodotto da νμ mentre μ+ da νμ ). Nelle interazioni (anti)neutrino-nucleo, a parte la produzione di leptoni carichi, dal nucleo viene solitamente emesso un nucleone. A causa della conservazione della carica, per i neutrini viene emesso un protone e per gli antineutrini un neutrone: 23. Per cui la rivelazione di un neutrone in coincidenza con la rivelazione di un leptone è la firma di un evento di antineutrino.
L'energia minima di una particella carica per produrre luce Cherenkov in acqua, proporzionale alla massa della particella, è pari a 0,8 MeV per gli elettroni, 160 MeV per i muoni e 1400 MeV per i protoni . Pertanto, i protoni rilasciati nelle interazioni dei neutrini sono spesso prodotti con energie al di sotto della soglia di rivelazione e rimangono inosservati. Il neutrone, essendo una particella neutra, non produce luce Cherenkov. Tuttavia, può essere assorbito da un altro nucleo, che entra in uno stato eccitato e durante la diseccitazione produce raggi gamma. I fotoni (raggi gamma) ad alta energia (per il gadolinio la loro energia totale è di circa 8 MeV) diffondono gli elettroni (diffusione Compton) da un atomo e/o producono coppie elettrone-positrone, che poi producono luce Cherenkov. Il gadolinio è l'elemento naturale con la più alta sezione d'urto nella cattura di neutroni a energia termica. Per neutroni da 25 meV, la sezione d'urto del gadolinio è circa 105 volte maggiore di quella dell'idrogeno. La frazione di neutroni che verrà catturata in SK è del 50% per una concentrazione di Gd dello 0,01% e del 90% per una concentrazione dello 0,1%: la concentrazione finale di Gd pianificata in SK. Il segnale derivante dalla cattura dei neutroni è ritardato di una frazione di millisecondo (il tempo in cui il neutrone viaggia nell'acqua prima della cattura, più il tempo in cui il gadolinio rimane nello stato eccitato) rispetto al segnale del leptone carico e solitamente appare entro una distanza di 50 cm (la distanza percorsa dal neutrone prima della cattura) dal punto di interazione del neutrino. Un tale evento di doppio lampo (il primo lampo del leptone carico, il secondo lampo dei fotoni di diseccitazione di Gd) è la firma di un'interazione di antineutrino.
Nel periodo luglio-agosto 2020 un primo carico di 13 tonnellate di Gd2 (SO4)3 ·8H2O ( gadolinio (III) solfato ottaidrato ) è stato disciolto nell'acqua di SK, equivalente a una concentrazione dello 0,011% di Gd. T2K ha raccolto i suoi primi dati con Gd in SK nel marzo-aprile 2021. L'utilizzo di acqua drogata con gadolinio consentirà anche di studiare gli antineutrini relici di supernova, permettendo di separare i νe relici dai neutrini provenienti da altre fonti. Migliorerà inoltre le prestazioni del rivelatore per le esplosioni di supernova nella nostra galassia e studierà meglio le differenze tra materia e antimateria nelle oscillazioni dei neutrini dell'acceleratore . A luglio 2022 si è completato lo scioglimento in acqua di altre 87 tonnellate di gadolinio(III) solfato ottaidrato, per una concentrazione totale di gadolinio pari allo 0,02%.

### Esperimento Hyper-Kamiokande
Il successore dell'esperimento T2K, l'esperimento Hyper-Kamiokande (HK), utilizzerà lo stesso fascio prodotto da J-PARC e la versione aggiornata di ND280. Oltre a ciò, verrà costruito un nuovo rivelatore lontano, Hyper-Kamiokande, e possibilmente anche un nuovo rivelatore intermedio (IWCD). Parte dei lavori di upgrade del fascio e l'upgrade del rivelatore ND280 sono già stati eseguiti per T2K-II. Si prevede chei Hyper-Kamiokande inizierà la presa dati intorno al 2027. 

### Annotazioni
1. ↑  Il Veto è una parte del rivelatore dove non deve essere registrato alcun segnale per poter accettare l'evento. Questo tipo di richiesta permettere di ridurre il numero di eventi di fondo in un particolare campione; in questo caso fondi generati da particelle che sono prodotte al di fuori del rivelatore.
2. ↑  In un sistema di acquisizione dati, il trigger è un segnale che fa partire la registrazione di un evento.

### Fonti
1. ↑   t2k-experiment.org,  https://t2k-experiment.org/t2k/collaboration/. URL consultato il 31 marzo 2020.
2. ↑   The CERN Experimental Programme,  https://greybook.cern.ch/greybook/experiment/recognized. URL consultato il 9 marzo 2021.
3. ↑   The CERN Experimental Programme,  https://greybook.cern.ch/greybook/experiment/detail?id=RE13. URL consultato il 20 gennaio 2020.
4. 1 2   Hyper-Kamiokande Design Report, arXiv:1106.2822.
5. 1 2 3   T2K Collaboration, Indication of Electron Neutrino Appearance from an Accelerator-produced Off-axis Muon Neutrino Beam, in Physical Review Letters, vol. 107, n. 4, 2011,  p. 041801, Bibcode:2011PhRvL.107d1801A, DOI:10.1103/PhysRevLett.107.041801, PMID 21866992, arXiv:1106.2822.
6. ↑   T2K Collaboration, Precise Measurement of the Neutrino Mixing Parameter θ23 from Muon Neutrino Disappearance in an Off-Axis Beam, in Phys. Rev. Lett., vol. 112, n. 18, 2014,  p. 181801, Bibcode:2014PhRvL.112r1801A, DOI:10.1103/PhysRevLett.112.181801, arXiv:1403.1532.
7. ↑   T2K Collaboration, Measurements of neutrino oscillation in appearance and disappearance channels by the T2K experiment with 6.6x10E20 protons on target, in Phys. Rev. D, D91, n. 7, 2015,  p. 072010, DOI:10.1103/PhysRevD.91.072010, arXiv:1502.01550.
8. 1 2 3   T2K Collaboration, Constraint on the matter-antimatter symmetry-violating phase in neutrino oscillations, in Nature, vol. 580, n. 7803,  pp. 339-344, DOI:10.1038/s41586-020-2177-0, arXiv:1910.03887.
9. ↑   M. Fukugita e T. Yanagida, Barygenesis without grand unification, in Physics Letters B, vol. 174, n. 1, 1986-06,  pp. 45-47, DOI:10.1016/0370-2693(86)91126-3. URL consultato il 10 marzo 2024.
10. ↑   R N Mohapatra, S Antusch e K S Babu, Theory of neutrinos: a white paper, in Reports on Progress in Physics, vol. 70, n. 11, 1º novembre 2007,  pp. 1757-1867, DOI:10.1088/0034-4885/70/11/R02. URL consultato il 10 marzo 2024.
11. 1 2   J-PARC Laboratory, su j-parc.jp.
12. 1 2 3 4 5 6 7 8 9 10 11 12 13 14 15 16   T2K Collaboration, The T2K Experiment, in Nucl. Instrum. Meth. A, vol. 659, 2011,  pp. 106-135, Bibcode:2011NIMPA.659..106A, DOI:10.1016/j.nima.2011.06.067, arXiv:1106.1238.
13. ↑   T2K Collaboration, Evidence of electron neutrino appearance in a muon neutrino beam, in Physical Review D, vol. 88, n. 3, 2013, DOI:10.1103/PhysRevD.88.032002.
14. ↑   T2K Collaboration, Precise Measurement of the Neutrino Mixing Parameter θ 23 from Muon Neutrino Disappearance in an Off-Axis Beam, in Physical Review Letters, vol. 112, n. 18, 2014, DOI:10.1103/PhysRevLett.112.181801.
15. ↑   T2K Collaboration, Search for short baseline νe disappearance with the T2K near detector, in Physical Review D, vol. 91, n. 5, 2015, DOI:10.1103/PhysRevD.91.051102.
16. ↑   T2K Collaboration, Search for light sterile neutrinos with the T2K far detector Super-Kamiokande at a baseline of 295 km, in Physical Review D, vol. 99, n. 7, 2019, DOI:10.1103/PhysRevD.99.071103.
17. ↑   T2K collaboration, Measurement of the charged-current electron (anti-)neutrino inclusive cross-sections at the T2K off-axis near detector ND280, in Journal of High Energy Physics, vol. 2020, n. 10, 2020, DOI:10.1007/JHEP10(2020)114.
18. ↑   T2K Collaboration, Measurement of the electron neutrino charged-current interaction rate on water with the T2K ND280 π 0 detector, in Physical Review D, vol. 91, n. 11, 3025, DOI:10.1103/PhysRevD.91.112010.
19. ↑   T2K Collaboration, Measurement of the inclusive ν μ charged current cross section on carbon in the near detector of the T2K experiment, in Physical Review D, vol. 87, n. 9, 2013, DOI:10.1103/PhysRevD.87.092003.
20. ↑   T2K Collaboration, Measurement of double-differential muon neutrino charged-current interactions on C 8 H 8 without pions in the final state using the T2K off-axis beam, in Physical Review D, vol. 93, n. 11, 2016, DOI:10.1103/PhysRevD.93.112012.
21. ↑   T2K Collaboration, Measurement of the νμ charged-current quasielastic cross section on carbon with the ND280 detector at T2K, in Physical Review D, vol. 92, n. 11, 2015, DOI:10.1103/PhysRevD.92.112003.
22. ↑   T2K Collaboration, First combined measurement of the muon neutrino and antineutrino charged-current cross section without pions in the final state at T2K, in Physical Review D, vol. 101, n. 11, 2020, DOI:10.1103/PhysRevD.101.112001.
23. ↑   T2K Collaboration, First measurement of the muon neutrino charged current single pion production cross section on water with the T2K near detector, in Physical Review D, vol. 95, n. 1, 2017, DOI:10.1103/PhysRevD.95.012010.
24. ↑   T2K Collaboration, Measurement of Coherent π+ Production in Low Energy Neutrino-Carbon Scattering, in Physical Review Letters, vol. 117, n. 19, 2016, DOI:10.1103/PhysRevLett.117.192501.
25. ↑   T2K Collaboration, Measurement of the neutrino-oxygen neutral-current interaction cross section by observing nuclear deexcitation γ rays, in Physical Review D, vol. 90, n. 7, 2014, DOI:10.1103/PhysRevD.90.072012.
26. ↑   T2K Collaboration, Measurement of the muon neutrino charged-current cross sections on water, hydrocarbon and iron, and their ratios, with the T2K on-axis detectors, in Progress of Theoretical and Experimental Physics, vol. 2019, n. 9, 2019, DOI:10.1093/ptep/ptz070.
27. ↑   J. W. Cronin, vol. 13, 1964, Bibcode:1964PhRvL..13..138C, DOI:10.1103/PhysRevLett.13.138,  https://oadoi.org/10.1103/PhysRevLett.13.138.
28. ↑  (EN)  https://www.science.org/content/article/skewed-neutrino-behavior-could-help-explain-matter-s-dominion-over-antimatter.
29. ↑   BBC News website,  https://www.bbc.com/news/science-environment-52297058. URL consultato il 18 aprile 2020.
30. ↑   New Oscillation Results from T2K+NOvA, su kds.kek.jp.
31. ↑   Results from a joint analysis of data from NOvA and T2K, su indico.fnal.gov.
32. ↑   T2K Collaboration, T2K neutrino flux prediction, in Phys. Rev. D, vol. 87, 2013,  p. 012001, Bibcode:2013PhRvD..87a2001A, DOI:10.1103/physrevd.87.012001, arXiv:1211.0469.
33. 1 2 3 4 5 6 7 8 9 10   Antonova, M., et al., Baby MIND: A Magnetized Segmented Neutrino Detector for the WAGASCI Experiment, in JINST, vol. 12, n. 07, 2017,  p. C07028, DOI:10.1088/1748-0221/12/07/C07028, arXiv:1705.10406.
34. 1 2 3 4 5 6 7 8 9   T. Ovsiannikova, et al., The new experiment WAGASCI for water to hydrocarbon neutrino cross section measurement using the J-PARC beam, in J. Phys. Conf. Ser., vol. 675, n. 1,  p. 012030, DOI:10.1088/1742-6596/675/1/012030.
35. ↑   Assylbekov, S., et al., The T2K ND280 Off-Axis Pi-Zero Detector, in Nucl. Instrum. Meth. A, vol. 686,  pp. 48-63, Bibcode:2012NIMPA.686...48A, DOI:10.1016/j.nima.2012.05.028, arXiv:1111.5030.
36. ↑   Y. Giomataris, Ph. Rebourgeard e J.P. Robert, MICROMEGAS: a high-granularity position-sensitive gaseous detector for high particle-flux environments, in Nuclear Instruments and Methods in Physics Research Section A: Accelerators, Spectrometers, Detectors and Associated Equipment, vol. 376, n. 1, 1996,  pp. 29-35, DOI:10.1016/0168-9002(96)00175-1. URL consultato l'11 marzo 2024.
37. ↑   T2K ND280 TPC collaboration, et al., Time Projection Chambers for the T2K Near Detectors, in Nucl. Instrum. Meth. A, vol. 637,  pp. 25-46, Bibcode:2011NIMPA.637...25A, DOI:10.1016/j.nima.2011.02.036, arXiv:1012.0865.
38. ↑   T2K ND280 FGD Collaboration, The T2K Fine-Grained Detectors, in Nucl. Instrum. Meth. A, vol. 696, 2012,  pp. 1-31, Bibcode:2012NIMPA.696....1A, DOI:10.1016/j.nima.2012.08.020, arXiv:1204.3666.
39. ↑   T2K UK Collaboration, The Electromagnetic Calorimeter for the T2K Near Detector ND280, in JINST, vol. 8, 2012,  p. P10019, Bibcode:2013JInst...8P0019A, DOI:10.1088/1748-0221/8/10/P10019, arXiv:1308.3445.
40. ↑   Aoki, S., et al., The T2K Side Muon Range Detector (SMRD), in Nucl. Instrum. Meth. A, vol. 698, 2013,  pp. 135-146, Bibcode:2013NIMPA.698..135A, DOI:10.1016/j.nima.2012.10.001, arXiv:1206.3553.
41. ↑   S. Fukuda, et al., The Super-Kamiokande detector, in Nuclear Instruments and Methods in Physics Research Section A: Accelerators, Spectrometers, Detectors and Associated Equipment, vol. 501, n. 2-3, 2003,  pp. 418-462, DOI:10.1016/S0168-9002(03)00425-X.
42. ↑   The Super-Kamiokande Collaboration, vol. 501, Bibcode:2003NIMPA.501..418F, DOI:10.1016/S0168-9002(03)00425-X,  https://oadoi.org/10.1016/S0168-9002(03)00425-X.
43. ↑   K2K Collaboration, Measurement of Neutrino Oscillation by the K2K Experiment, in Phys. Rev. D, n. 74, 2006,  p. 072003, DOI:10.1103/PhysRevD.74.072003, arXiv:hep-ex/0606032.
44. 1 2   T2K Collaboration, Measurements of neutrino oscillation parameters from the T2K experiment using 3.6×1021 protons on target, in Eur.Phys.J, C83, n. 9, 2023,  p. 782, DOI:10.1140/epjc/s10052-023-11819-x, arXiv:2303.03222.
45. ↑   The 20th Lomonosov Conference on Elementary Particle Physics,  https://lomcon.ru/files/20LomCon/presentations/Presenteations/19/lomonosov2021_kudenko.pdf. URL consultato il 29 settembre 2021.
46. 1 2   Friend, M., J-PARC accelerator and neutrino beamline upgrade, in J. Phys. Conf. Ser., vol. 888, n. 1, 2017,  p. 012042, DOI:10.1088/1742-6596/888/1/012042, ISSN 1742-6588 (WC · ACNP).
47. ↑   T2K Collaboration, T2K ND280 Upgrade - Technical Design Report, arXiv:1901.03750.
48. ↑   The T2K ND280 Upgrade Working Group, CERN-SPSC-2020-008. SPSC-SR-267,  https://cds.cern.ch/record/2713578.
49. ↑   A. Blondel, et al., A fully-active fine-grained detector with three readout views, in Journal of Instrumentation, vol. 13, n. 02, 2018,  pp. P02006–P02006, DOI:10.1088/1748-0221/13/02/P02006.
50. ↑   L. Ambrosi, et al., Characterization of charge spreading and gain of encapsulated resistive Micromegas detectors for the upgrade of the T2K Near Detector Time Projection Chambers, in Nuclear Instruments and Methods in Physics A:, vol. 1056, 2023,  p. 168534, DOI:10.1016/j.nima.2023.168534.
51. ↑   D. Attié, et al, Characterization of resistive Micromegas detectors for the upgrade of the T2K Near Detector Time Projection Chambers, in Nuclear Instruments and Methods in Physics Research Section A: Accelerators, Spectrometers, Detectors and Associated Equipment, vol. 1025, 2022,  p. 166109, DOI:10.1016/j.nima.2021.166109.
52. ↑   A. Korzenev, F. Barao, S. Bordoni, et al, A 4π time-of-flight detector for the ND280/T2K upgrade, in Journal of Instrumentation, vol. 17, n. 01, 2021,  pp. P01016, DOI:10.1088/1748-0221/17/01/P01016.
53. 1 2 3 4  (EN) K. Abe, et al., First gadolinium loading to Super-Kamiokande, in Nuclear Instruments and Methods in Physics A, vol. 1027, 2022,  p. 166248, DOI:10.1016/j.nima.2021.166248.
54. ↑   Formaggio, J. A. e Zeller, G. P., From eV to EeV: Neutrino cross sections across energy scales, in Rev. Mod. Phys., vol. 84, 2012,  pp. 1307-1341, Bibcode:2012RvMP...84.1307F, DOI:10.1103/RevModPhys.84.1307, arXiv:1305.7513.
55. ↑   Scholberg, K., Supernova neutrino detection in water Cherenkov detectors, in J. Phys. Conf. Ser., vol. 309, 2012,  p. 012028, Bibcode:2011JPhCS.309a2028S, DOI:10.1088/1742-6596/309/1/012028.
56. 1 2   www-sk.icrr.u-tokyo.ac.jp,  https://web.archive.org/web/20211007142738/http://www-sk.icrr.u-tokyo.ac.jp/sk/news/2020/08/sk-gd-detail-e.html. URL consultato il 7 ottobre 2021 (archiviato dall'url originale il 7 ottobre 2021).
57. ↑   http://www.j-parc.jp/c/en/topics/2020/02/12000416.html.
58. ↑   Hyper-Kamiokande Proto-Collaboration, vol. 2015, Bibcode:2015PTEP.2015e3C02A, DOI:10.1093/ptep/ptv061, arXiv:1502.05199,  https://oadoi.org/10.1093/ptep/ptv061.